# Aerospace Maintenance and Regeneration Center
Il 309th Aerospace Maintenance and Regeneration Group, anche noto come AMARG o The Aircraft Boneyard (lett. "cimitero degli aerei"), è un deposito aereo gestito dalla United States Air Force dove vengono depositati e ricondizionati gli apparecchi militari radiati dal servizio attivo. Situato a Tucson nello Stato federale dell'Arizona, l'AMARG si trova nei pressi della Davis-Monthan Air Force Base. L'AMARG in passato era chiamato anche con il nome di Aerospace Maintenance and Regeneration Center (AMARC) e prima ancora come Military Aircraft Storage and Disposal Center (MASDC).

Al dicembre 2017 all'AMARG si trovano 3 520 aerei Tra i vari modelli che vi sono stoccati, si trovano anche General Dynamics F-16 Fighting Falcon, Grumman EA-6B Prowler, Douglas A-4 Skyhawk (sono presenti ancora più di 100 TA-4), Grumman A-6 Intruder, Boeing B-52 Stratofortress (sono presenti 12 B-52H), McDonnell Douglas F-15 Eagle e tanti altri velivoli che volano ancora o hanno volato con le insegne delle varie forze armate statunitensi. Originariamente l'area oggi destinata all'AMARG era stata destinata per ospitare il surplus di apparecchi militari in dotazione alle forze armate ed alla U.S. Coast Guard, ma da qualche anno a questa parte l'area viene utilizzata per ospitare tutti gli apparecchi dismessi di proprietà del governo federale statunitense ed anche di nazioni alleate.

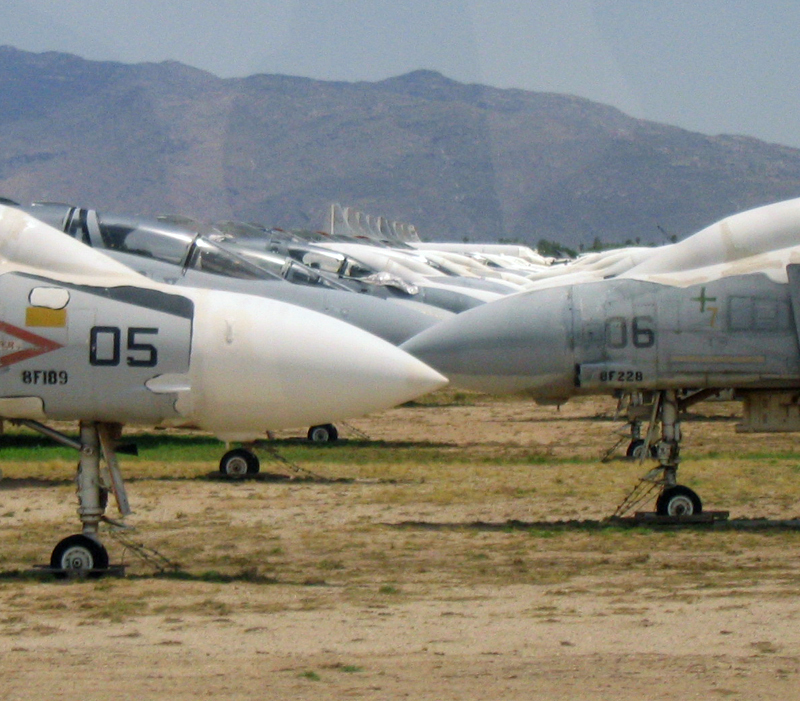
McDonnell Douglas F-4 Phantom II dei Marines e della Marina immagazzinati all'AMARG.

## Storia
Le origini dell'Aerospace Maintenance and Regeneration Group risalgono al novembre 1945, quando il "Davis-Monthan" Field fu scelto come centro di stoccaggio come 4105th Army Air Force Unit.
La missione del reparto era garantire lo stoccaggio (open storage) per tutti gli aeromobili radiati dopo la fine della Seconda guerra mondiale. Nel gennaio 1946 per primi arrivarono i Boeing B-29 Superfortress e i Douglas C-47: al 31 luglio di quell'anno erano circa 650 gli esemplari in stoccaggio del primo e 255 quelli del secondo.
Dal 1948 il "Davis-Monthan" Field prese la denominazione di "Davis-Monthan" Air Force Base, ma dal 1° febbraio 1965 cambiò in Military Aircraft Storage and Disposition Center, al servizio di tutte le forze armate statunitensi, e l'aria fu ampliata a 1.820 ettari. Nel 1966 il centro festeggiò il suo 15.000° aeromobile, dal primo B-29 giunto nel 1946. Il picco di radiazioni dal servizio, però, fu legato all'estremo sfruttamento delle macchine durante il conflitto del Vietnam: tra il 1970 e il 1973 furono posti in stoccaggio oltre 6.000 aeromobili.
Nell'ottobre 1985 nacque la nuova designazione AMARC (Aerospace Maintenance And Rigeneration Center), anche se ormai dal personale l'area era soprannominata "il cimitero" (the graveyard).
Il 2 maggio 2007 fu adottata l'attuale denominazione: 309th Aerospace Maintenance And Rigeneration Group (AMARG), con il passaggio da centro autonomo specializzato a reparto del 309th Maintenance Wing, dipendente dall'Ogden Air Logistic Complex, sulla "Hill" AFB, nello Utah.
Oggi le mansioni manutentive descritte vengono condotte per tutte le forze armate statunitensi (Air Force, Army, Navy, Marines e Coast Guard), per le agenzie federali (Customs and Borders Patrol, NASA, FBI) e anche per paesi alleati.
L'AMARG si articola in quattro Squadron: il 576th AMARS (Aerospace Maintenance And Regeneration Sqn.), responsabile della manutenzione e della reintroduzione in servizio degli aeromobili; il 577th Commodities Reclamation Sqn. che gestisce rimozione, ispezione e riparazione delle parti "cannibalizzate"; il 578th Storage and Disposal Sqn., responsabile dello stoccaggio di aeromobili e sistemi d'arma e della loro rimozione; il 309th Support Sqn., che gestisce la consegna di aeromobili o loro parti; il 413th Flight Test Group cura i collaudi in volo degli aeromobili rigenerati dal reparto.

## Stoccaggio e conservazione
Esistono vari motivi per i quali la Davis-Monthan Air Force Base è stata scelta come centro di stoccaggio: la combinazione di vasti spazi desertici, bassa umidità, scarsissima piovosità e elevata altitudine (poco meno di 800 m sul livello del mare) fa sì che gli aeromobili siano meno soggetti a fenomeni di corrosione. Inoltre il suolo molto alcalino consente di spostare agevolmente le cellule pur senza disporre di raccordi asfaltati: persino un aereo pesante come il C-5 "Galaxy" può essere parcheggiato in aree non pavimentate senza sprofondare nel terreno.
Dopo il suo arrivo all'AMARG, un aereo non viene semplicemente parcheggiato al sole; prima dello stoccaggio uno staff di tecnici si assicura che possa essere riutilizzato in qualsiasi momento, se necessario.
Innanzitutto le parti più pericolose vengono rimosse, come i cannoni e i seggiolini eiettabili, e si vernicia una croce verde sul muso e sui portelli, per far capire a colpo d'occhio che le parti esplosive e infiammabili sono state rimosse e l'aereo è stato disarmato. Successivamente l'aereo è registrato nell'inventario generale. Se nella sua dotazione rientra qualche strumento considerato "classificato", lo si pone in sicurezza dopo una particolare ispezione. Completata questa fase, un "7" in vernice dorata viene dipinto accanto alla croce verde. Quando tutti i residui di carburante sono stati drenati, l'intero impianto propulsivo è rimosso.
Per lubrificare tutte le parti mobili dei motori, ogni propulsore viene fatto girare con olio al posto del carburante. I serbatoi svuotati sono poi riempiti con una sostanza oleosa conservante (NATO grade 1010 preservation oil).
Questo liquido è iniettato all'interno di tutti gli impianti dell'aereo (circuito di lubrificazione, pompe ed altre parti meccaniche); quindi, tolto il liquido in eccesso, l'aereo è pronto per restare fermo, con la possibilità di essere rimesso in moto agevolmente e rapidamente in futuro.
L'aeromobile giunge in area lavaggio e al termine della pulizia è irrorato con spray anticorrosione. Le macchine che hanno prestato servizio nell'US Navy e nell'US Marine Corp vengono lavate due volte per rimuovere ogni residuo di salsedine dovuto all'impiego imbarcato.
Quando il mezzo giunge nel parcheggio viene ricoperto di Spraylat: questa sostanza è applicata in punti ben specifici della cellula per impedire che all'interno si annidino polvere, insetti o piccoli animali, oltre che per tutelarla dai raggi solari e dalle alte temperature. Un largo nastro adesivo viene invece applicato alla cabina di pilotaggio e agli sportelli di accesso in fusoliera, così da rendere l'eventuale rimozione dello Spraylat più facile. Il trattamento con Spraylat prevede quattro strati: i primi due, neri, servono a proteggere l'aereo, seguiti da altri due, bianchi, per respingere il calore. La temperatura interna di un aereo così "confezionato" è mantenuta tra 10 e 15 °C in meno rispetto a quella esterna, grazie alle pagliuzze ceramiche presenti nell'impasto dello Spraylat bianco.
Ogni cellula è ispezionata a vista ogni sei mesi, per controllare che nessuna parte si sia danneggiata e che la sostanza protettiva sia intatta. Ogni quattro anni viene ripetuto l'intero processo.
Esistono diversi livelli di stoccaggio all'AMARG: il Type 1000 Long-Term Storage (immagazzinamento a lungo termine), noto anche come "stoccaggio inviolabile", indica che l'aereo non potrà mai essere cannibalizzato per parti di ricambio e nulla potrà essere rimosso senza l'autorizzazione del Pentagono. Questi aeromobili potranno essere riutilizzati in futuro, venduti a nazioni alleate, o "retrocessi" allo stoccaggio Type 2000.
Il Type 1500 Long-Term Storage è solo per modelli dell'US Navy che non potranno tornare in servizio a causa della corrosione salina, ma alcune parti di queste macchine potrebbero essere recuperate in futuro. Il Type 2000 Storage for Reclamation (immagazzinamento per richieste) prevede che le parti salvabili dell'aereo servano a supporto tecnico di qualsiasi esemplare analogo. In genere si tratta di esemplari fermi da tantissimo tempo, che possono essere ricatalogati come Type 4000.
Il Type 3000 Flyable Hold Storage (immagazzinamento con possibilità di volare) non è quasi più usato a causa dei suoi elevati costi di gestione; questa soluzione prevede che un aereo venga parcheggiato in attesa di lasciare la base entro tre-sei mesi. Questi esemplari "di passaggio" non subiscono il trattamento conservativo, ma vengono mantenuti in condizioni operative come in una normale linea di volo, sono ispezionati quotidianamente e i loro motori sono accesi ogni 45 giorni. A tutto il 2016, la base non ha più aeromobili Type 3000 e non prevede di riceverne a breve.
Il Type 4000 Disposal Storage è considerato "l'ultimo stadio": qui siamo di fronte ad aeromobili fermi da tanto tempo e già ampiamente "cannibalizzati" per ricavarne pezzi di ricambio. A questo punto vengono definitivamente smontati, ciò che è rimasto di utile viene rivenduto o diventa parte del magazzino ricambi e tutto il resto è destinato alla demolizione o ad essere venduto o sfruttato per altri programmi governativi (ad esempio per permettere agli allievi meccanici delle forze armate di fare esperienza).

## Aeromobili rigenerati
Gli aeromobili possono lasciare l'AMARG in volo (se sono ancora in grado di volare) o su veicoli da trasporto; negli anni circa il 25% degli aeromobili in stoccaggio è tornato a volare per prestare nuovamente servizio.
Il 309th AMARG rigenera in media una trentina di aeromobili all'anno. Il centro può rigenerare, aggiornare, modificare e riparare una vasta gamma di mezzi ad ala fissa e rotante, con propulsione a pistoni, a turbina e a reazione. Nel 2015 sono stati rigenerati un B-52, ritornato in servizio nell'USAF, un C-27 per l'US Coast Guard, un KC-130 per il Cile ed un altro per l'Indonesia, dieci F-16 (sei per l'Indonesia e quattro per il Portogallo) e cinque F/A-18 rientrati nei reparti dell'US Navy.
Talvolta, però, gli interventi di restauro sono puramente estetici e a fini espositivi, per i National Museums of US Air Force; nel 2015 sono stati restaurati un F-16 per l'Indiana Military Museum di Vincennes e uno per la Military Aircraft Preservation Society di Akron (Ohio), un LiM-2 e un LiM-5 per il Pueblo-Weisbrod Aircraft Museum di Pueblo (Colorado), due O-2 destinati a essere scambiati nell'ambito del NMUSAF Exchange Program, sette T-41 per il Cactus Air Force Wings and Wheels Museum di Carson City (Nevada) ed un caccia F-100 per la Preservation Joint Base Andrews, nel Maryland. Il LiM-2 e il LiM-5 erano rispettivamente un MiG-15 e un MiG-17 prodotti su licenza in Polonia; entrambi erano appartenuti alla Siły Powietrzne, l'aeronautica polacca, ed erano fermi all'AMARG dall'aprile 1990. L'F-100 "Super Sabre", invece, primo aereo da combattimento supersonico a entrare in servizio negli Stati Uniti, è l'ultimo esemplare oggi esistente e verrà esposto all'Air National Guard's Readiness Center della base "Andrews", in onore del Maj. Gen. Donald Shepperd che fu direttore dell'ANG.

## La collocazione degli aeromobili
Se un mezzo da tempo non è più soggetto a richieste di rigenerazione, è destinato a essere offerto in vendita dal Defense Reutilization and Marketing Office e circa 300 sono oggetto di queste disposizioni ogni anno. I tecnici dell'AMARG effettuano il trattamento protettivo sulla cellula e la offrono al potenziale acquirente, che pagherà i lavori effettuati e, se ci sono parti che possono essere recuperate e vendute, il ricavato sarà diviso tra l'acquirente e il governo federale. Gli aeromobili sottoposti a queste disposizioni in genere appartengono a modelli non più in servizio né negli Stati Uniti né in paesi alleati: un esempio è rappresentato dai bombardieri F-111, che sono rimasti in stoccaggio finché la Royal Australian Air Force non ha ritirato i suoi esemplari dal servizio, nel 2010; dopo sono stati distrutti, in quanto non sarebbero più serviti. Nel 2015 è iniziata anche la demolizione degli A-7 "Corsair II", dopo la radiazione da parte dell'aeronautica greca, avvenuta nel 2014.

## Il programma FSAT
Alla fine degli anni settanta l'USAF ha iniziato a lavorare sui Full-Scale Aerial Target, cioè i caccia ritirati dal servizio e utilizzati come bersaglio.
Si trattava sempre di macchine prese dal centro di stoccaggio e convertite in bersagli volanti radiocomandati, contraddistinti dal prefisso QF: i primi furono gli F-102 "Delta Dagger", seguiti dagli F-100 "Super Sabre", dagli F-106 "Delta Dart" e dagli F-4 "Phantom II", fino ad arrivare oggi agli F-16 "Fighting Falcon". Negli anni sono stati realizzati 153 QF-102, 312 QF-100, 184 QF-106 e 318 QF-4, l'ultimo dei quali ha lasciato l'AMARG all'inizio del 2013 per la conversione, dopo ben 24 anni di parcheggio.
Ogni bersaglio volante richiede una media di 9.000 ore di lavoro per la trasformazione e mediamente 277 giorni, a un costo di circa 861 000 dollari. Ad aprile 2010 il primo F-16 è stato consegnato a Boeing per effettuare la trasformazione a Cecil Field, in Florida; ora (2016) all'AMARG sono presenti 210 F-16 destinati alla conversione e tra questi l'USAF ne sceglierà 126 da "dronizzare". La conversione di un QF-16 oggi costa cinque milioni ma quando la produzione raggiungerà il pieno regime questo prezzo potrebbe scendere.

## La richiesta di "pezzi"
All'AMARG vengono richiesti, per mantenere operativi gli aeromobili militari in servizio in tutto il mondo, più di 12.000 componenti ogni anno.
La maggior parte degli aeromobili presenti sulla base serve per attingervi componenti di ricambio che non sono più in produzione; ad esempio, per permettere ai tre WB-57 da ricognizione meteo della NASA di restare in condizioni operative, vengono continuamente "cannibalizzati" numerosi B-57, che oggi è il più vecchio modello nel catalogo del 309th AMARG, in quanto molti sono arrivati nel 1981.
Inoltre, sono oltre 7.000 i motori in stoccaggio, facendo di quest'area il più grande deposito di propulsori nel mondo.
A un primo sguardo superficiale alcuni spazi sembrano soltanto un ammasso di relitti abbandonati a diversi stadi di smantellamento. Alcuni sono sospesi su tralicci di legno perché il carrello è stato rimosso, altri sono privi delle ali o della deriva e certi si presentano addirittura come una pila di rottami ormai irriconoscibile. Tuttavia ogni richiesta di pezzi è gestita dal centro e ciò che può sembrare solo un relitto, se sezionato nelle sue parti ancora utili, può valere cifre considerevoli.
Questa è la vera importanza dell'AMARG: saper trasformare in valore anche macchine che hanno cessato da tempo la loro vita operativa.

## Superlavoro nei depositi
Esistono solo tre grandi depositi in tutta l'Air Force. Il loro compito è smontare gli aeromobili, trovare guasti o difetti, accertarsi che tutto funzioni e reintrodurli in servizio. L'AMARG garantisce il supporto a queste strutture ed effettua regolarmente modifiche e aggiornamenti.
Un esempio è il programma per gli A-10 denominato Desert Speed Line: ogni "Thunderbolt II" in servizio nell'USAF ha ricevuto tre principali modifiche: il casco-visore (HMCS, Helmet-Mounted Cueing System), il generatore di ossigeno (OBOGS, On-Board Oxygen Generating System), e il LARS (Lightweight Airborne Recovery System) per individuare, localizzare e soccorrere piloti dispersi, essenzialmente un ricevitore di radiofari. 278 esemplari sono stati così modificati, l'ultimo dei quali è rientrato in servizio il 30 giugno 2015.
Al 309th AMARG lavorano 670 tecnici specializzati, quasi tutti con precedenti esperienze militari: per il 75% sono veterani delle forze armate statunitensi e circa il 50% è personale in congedo.

## La suddivisione delle aree interne
Il 309th AMARG è articolato in 29 aree diverse per individuare rapidamente un singolo aeromobile tra le migliaia in stoccaggio. Ventisei contengono solo velivoli o elicotteri, l'area 9 e la 29 sono invece dedicate alle operazioni di montaggio e smontaggio, mentre da ottobre 2015 non ci sono esemplari nell'area 19.
La Kolb Road, una strada pubblica, taglia a metà il centro: le aree da 01 a 20 sono a ovest di questa e ospitano aeromobili "archiviati" secondo le procedure, dal Type 1000 al Type 3000; l'area 20 ospita anche quelli destinati ai musei. Le aree dalla 21 alla 29, a est di Kolb Road, ospitano gli stoccaggi Type 4000; la maggior parte di richieste di parti staccate e sottosistemi avviene nelle aree da 21 a 27. La 28, invece, è un'area-test usata come poligono o per aeromobili particolarmente danneggiati (Crash Damaged or Disabled Aircraft Recovery).
Infine la "Display Row", soprannominata anche "Celebrity Row", è l'area in cui vengono esposti in mostra statica alcuni aeromobili particolari tra quelli in stoccaggio all'AMARG. Questa è una delle tappe più attese nel tour di 90 minuti in bus che va dall'AMARG al Pima Air & Space Museum; guide specializzate illustrano ai passeggeri i vari modelli esposti, raccontandone la storia e la carriera operativa.

## L'AMARG nella cultura di massa

### Film
- L'AMARG compare nel film del 1991 Harley Davidson & Marlboro Man di Simon Wincer.

### Periodici
- Mark de Greeuw, Erik Bruijns, 309th AMARG: non solo cimitero degli elefanti, in Aeronautica & Difesa, N. 354, aprile 2016.